# Inmigración boliviana en Argentina
La inmigración boliviana en Argentina se refiere a un movimiento migratorio desde Bolivia hacia uno de sus países vecinos, Argentina.   
Actualmente residen más de 338.299 bolivianos en Argentina según el censo nacional de 2022, aunque según el RENAPER podrían ser más de 542 872 en 2024. La comunidad boliviana constituye la segunda colectividad de extranjeros más grande en la Argentina, después de los paraguayos. El pico de migración boliviana tuvo fecha el 16 de septiembre del 2010, principalmente en zonas del norte del país, cómo la provincia de Salta y Jujuy, excepcionalmente Mendoza.

Pirámide poblacional de nacidos en Bolivia, según el censo de 2022.

Medido en términos históricos, se posiciona como la cuarta corriente inmigratoria más grande que ha recibido Argentina, únicamente superada por la de los paraguayos, los españoles, y los italianos.

## Historia
La inmigración boliviana hacia Argentina ha sido constante desde la época colonial. Ambos países estaban bajo control español, como parte del Virreinato del Perú y luego del Virreinato del Río de la Plata hasta las guerras de independencia hispanoamericanas. Durante estos tiempos había muchos enlaces entre la Argentina y Bolivia.

### sigloXX

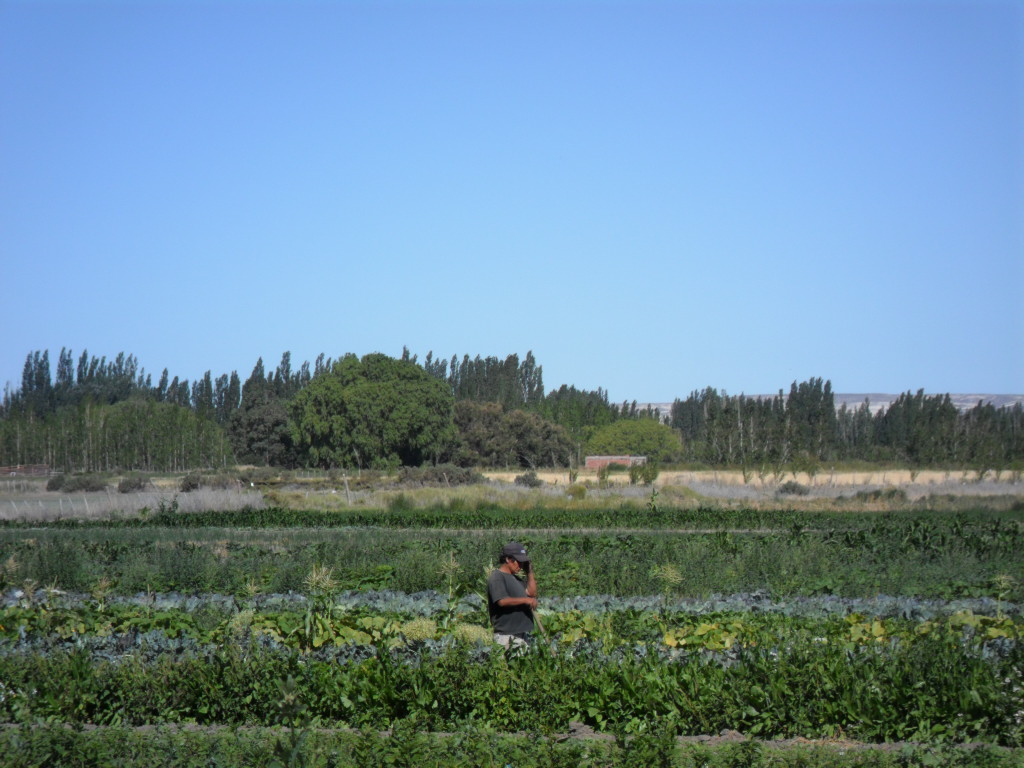
La mayoría de la producción hortícola del Valle inferior del río Chubut es realizada por inmigrantes bolivianos que comenzaron a llegar al valle desde 1986.

A principios del siglo XX, la inmigración boliviana se dirigía al noroeste argentino para trabajar en las temporadas de cosecha de la caña de azúcar y el tabaco. A partir de los años 1950, se constituyó en una parte importante del mercado de trabajo relacionado con los cultivos de tomate, pimientos, y bananos, entre otros, en el noroeste argentino. Durante los años 1960 y los años 1970 se hicieron presentes en la vendimia y otros cultivos del oeste del país y comenzaron a mantener una presencia permanente en la ciudad de Buenos Aires destacándose en el trabajo hortícola. Desde entonces se encuentran presentes en todo el país.
Los primeros flujos migratorios de la era moderna se realizaron en los años 1940, tras la facilidad de ingreso que otorgaba el gobierno argentino participando en las zafras azucareras de Tucumán, Salta y Jujuy. En la década de 1960 se desplazaron a la provincia de Mendoza para la recolección de la frutas y hortalizas, o para la recolección de las hojas de tabaco. Luego muchos se trasladaron al Gran Buenos Aires para trabajar como obreros, albañiles, etc. Algunos hasta que se desplazaron también a tierras australes como Comodoro Rivadavia, y al norte de la provincia de Chubut a causa del boom petrolero.
Durante su niñez, en los años 60, el expresidente de Bolivia, Evo Morales, vivió y estudió en la escuela número 4136 de la localidad de Campo Santo (provincia de Salta), cuando su padre trabajaba en la zafra del pueblo de Calilegua.

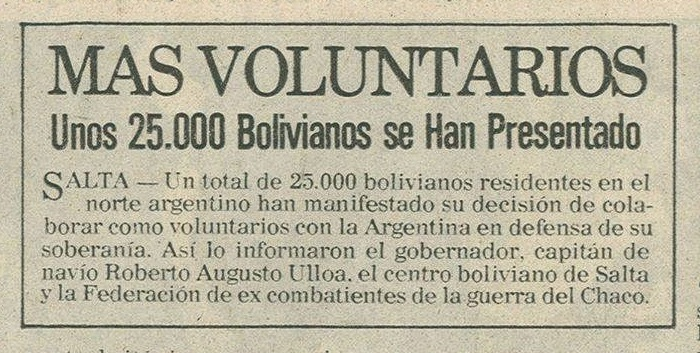
Recorte del Diario La Razón reportando sobre los voluntarios bolivianos para ir a las islas Malvinas.

Durante la Guerra de Malvinas en 1982, unos 25 000 bolivianos residentes en el norte argentino, principalmente de Salta, manifestaron su decisión de actuar como voluntarios en la defensa de las islas.

### sigloXXI
El censo nacional de 2001 registró un total de 233.464 personas nacidas en Bolivia.
En el año 2003 se implementaron una serie de medidas migratorias tendientes a facilitar la radicación de personas provenientes de países del Mercosur, favoreciendo su inserción social plena y disminuyendo su vulnerabilidad. En el marco de esas políticas, en 2006 se implementó el Plan Patria Grande, que hasta agosto de 2010 había regularizado la situación de 104.984 inmigrantes bolivianos.
Para las elecciones generales de Bolivia de 2014, unos 121.290 bolivianos fueron inscriptos para participar de los comicios en 21 recintos de la provincia de Buenos Aires, y 24 de la Capital Federal. Para el evento se firmaron acuerdos entre el Tribunal Electoral de Bolivia(TEB) y la Dirección Electoral de Argentina(DEA). Según estimaciones, en Argentina residen alrededor de 450.000 personas habilitadas para votar. Debido a dicha cifra, Liborio Flores, embajador boliviano en Argentina ha expresado:

Es un potencial enorme a futuro, no solo para instancias electorales, sino para darles documentación, para registrarlos. En cuanto a votantes, los que votan en Argentina casi que equivalen al departamento de Pando, o sea, pueden definir una elección.

El Tribunal Superior Electoral (TSE) boliviano ha manifestado que Argentina es el país con más votantes en el extranjero, seguida por España y Brasil. En Bolivia, la aprobación del voto en el extranjero ocurrió en 2009; en las elecciones de ese año, se realizaron comicios en algunas ciudades argentinas.

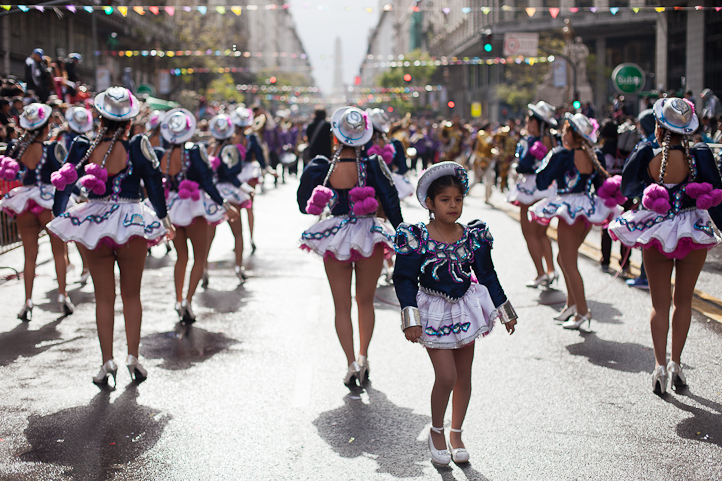
Fotos del desfile por la calle Diagonal Norte con el obelisco porteño de Buenos Aires de fondo, es un acto por la Integración Cultural de la comunidad boliviana en Argentina, realizado en la plaza de Mayo en 2015.

Hacia 2014, unos 300 bolivianos estudiaban gratuitamente en la Universidad Nacional de Salta.
A fines del mismo año, el balance del flujo migratorio en las fronteras del departamento de Tarija develó que unos 2000 bolivianos ingresan diariamente a territorio argentino. Además de la inmigración, otros motivos de ingreso es realizar turismo y compras, ya que los productos argentinos son de menor costo. En el caso de Yacuiba, en la frontera con San José de Pocitos y Salvador Mazza, el promedio normal es de 1200 personas que salen de Bolivia hacia Argentina y 578 que ingresan. En Bermejo, 700 salen y 400 entran. Es normal que el gran porcentaje de las personas que migran hacia la Argentina sean personas procedentes de la provincia de Modesto Omiste y de los departamentos del occidente de Bolivia, que primero se acomodan e incluso migrando al sureste que es el departamento de Tarija para luego cruzar los puntos fronterizos.
En octubre de 2019, de 161.057 habilitados, unos 98.458 residentes bolivianos emitieron su voto para las elecciones generales de Bolivia de ese año, de los cuales 78.226 (un 82,52%) lo hicieron por el entonces primer mandatario, Evo Morales. En tanto, el líder opositor Carlos Mesa apenas logró 8.260 sufragios (un 8,71%).
El 12 de diciembre de 2019, Evo Morales fue garantizado asilo político en Argentina por el gobierno de Alberto Fernández. Posterior a eso, el exmandatario aceptó una oferta del presidente de México, Andrés Manuel López Obrador, para exiliarse allí por un tiempo indefinido (que resultó ser de aproximadamente un mes) y luego tuvo una breve estadía en Cuba previo a su arribo a Buenos Aires.

#### Polémica por cambios en la política migratoria

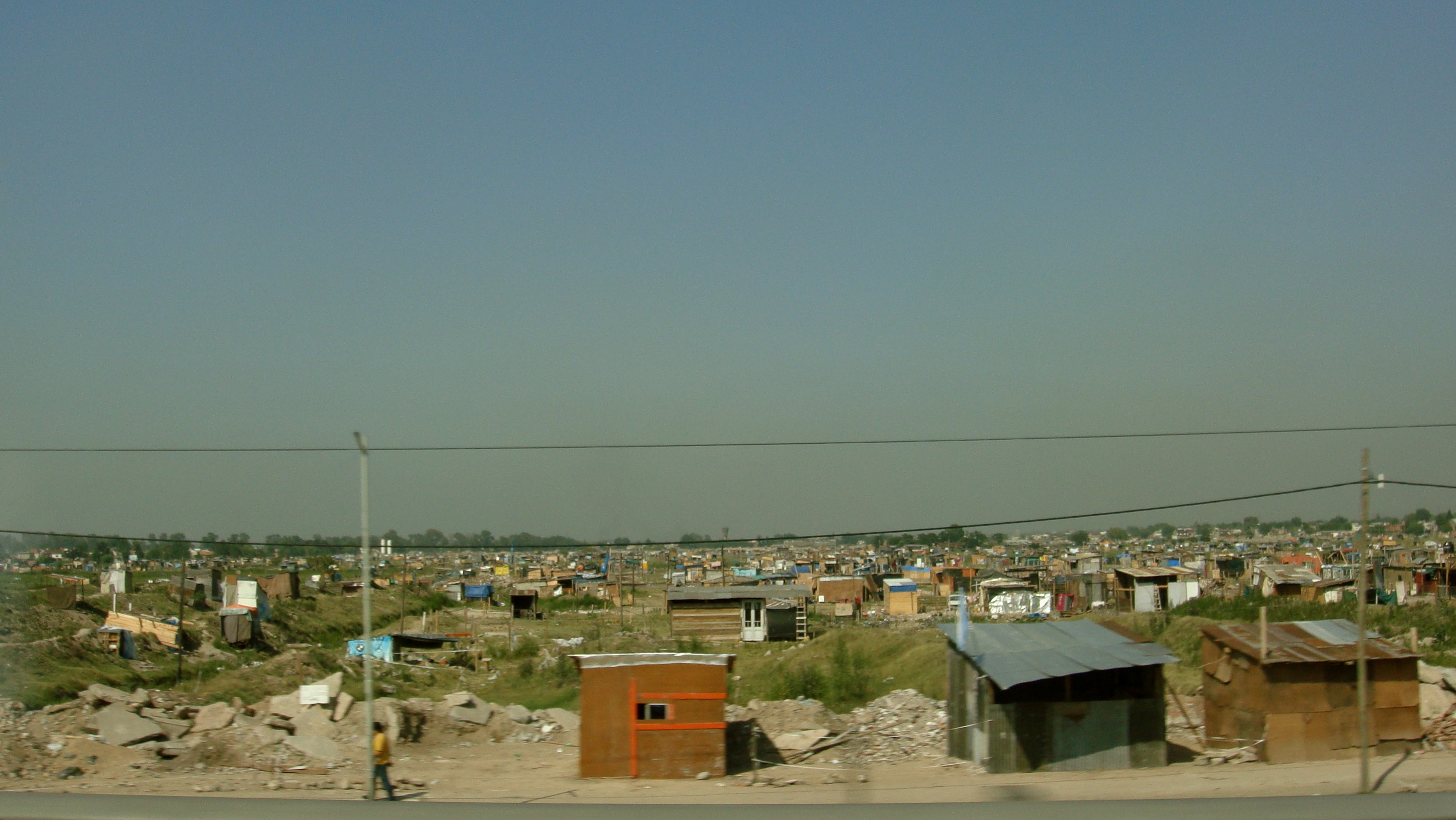
Villa sobre el Camino Negro, en la localidad de Ingeniero Budge.

A fines de 2016 y comienzos de 2017, comenzó un debate sobre una reforma de la ley migratoria en Argentina. 
La administración de Mauricio Macri (2015-2019) decidió impulsar dicha modificación con la finalidad de prevenir delitos cometidos por extranjeros y personas vinculadas al narcotráfico. Las medidas fueron precedidas en gran parte por comentarios de individuos del gobierno nacional, los cuales fueron catalogados como «discriminatorios, xenofóbos y divisorios» por algunos sectores de la oposición y repudiados por funcionarios cuyos países tienen una gran cantidad de residentes en Argentina. 
En enero de 2017, Macri firmó un decreto cambiario de la ley de migraciones para acelerar el proceso de deportación de extranjeros que cometan delitos en territorio argentino.
Años antes, en diciembre de 2010, cuando era jefe de Gobierno de la ciudad de Buenos Aires, Macri fue denunciado por discriminación y promover la xenofobia cuando sostuvo que una de las causas de la toma del parque Indoamericano, donde murieron tres personas (entre ellas dos bolivianos) se debió a una «inmigración descontrolada y el gobierno ausente», vinculándola con el narcotráfico y la delincuencia. Debido a esto, la embajadora boliviana en Buenos Aires, Leonor Arauco, reclamó que Macri pidiera disculpas públicas ante la comunidad boliviana por sus dichos. Pese a esto, Macri rechazó pedir disculpas.
En línea con la reforma impulsada por el presidente Macri, la Ministra de Seguridad, Patricia Bullrich, apuntó contra los ciudadanos de nacionalidad boliviana, paraguaya y peruana residentes en el país, acusándolos de cometer delitos de narcotráfico y pidió «ordenar» las relaciones bilaterales con Bolivia, Paraguay, y Perú. Presentó cifras de presos en Argentina, indicando que «en las cárceles federales, el 33 por ciento de presos extranjeros son por delitos federales» y quienes provienen de «los países productores de algún estupefaciente la relación aumenta enormemente». También declaró que: «Acá vienen ciudadanos peruanos y se terminan matando por el control de la droga; acá vienen ciudadanos paraguayos y se terminan matando por el control de la droga, no tanto bolivianos».
Las críticas contra las colectividades de inmigrantes, por parte de algunos sectores políticos y de la sociedad, llevaron incluso a pedidos de construcción de un muro en la frontera con Bolivia, similar al muro fronterizo Estados Unidos-México, que fue descartado por el gobierno argentino.
Debido al enojo de las autoridades bolivianas, el entonces presidente boliviano Evo Morales respondió a estos hechos pidiendo que «no se continúe» con las «políticas migratorias del norte» (refiriéndose a las políticas tomadas por el estadounidense Donald Trump en materia de inmigración), y reafirmando su compromiso con la patria grande. Asimismo, aseguró que enviaría una misión integrada por miembros de su gobierno para dialogar al respecto con sus pares de Argentina, y con la numerosa colonia de residentes bolivianos en ese país para evaluar el efecto de las reformas migratorias.

Nuestros hermanos en Argentina no son delincuentes, narcotraficantes. Más bien buscan cómo mejorar la situación económica familiar pero también aportando al desarrollo del hermano pueblo de Argentina.
Evo Morales, presidente del Estado Plurinacional de Bolivia.

La comitiva llegó a principios de febrero de 2017, reuniéndose con autoridades del gobierno argentino. José Alberto Gonzales, presidente del senado boliviano declaró: «hoy hemos sido contundentes, hemos mostrados unas cifras y son elocuentes, el hecho de querer estigmatizar, vincular a la colectividad boliviana por narcotráfico es una injusticia, un exceso, un atropello».
Hacia diciembre de 2022, la comunidad boliviana en la Argentina sigue siendo grande, y continúan migrando ciudadanos bolivianos hacia el vecino país en busca de oportunidades laborales, aunque su llegada se ha visto levemente aminorada debido a la crisis económica que atraviesa la nación austral.

## Características

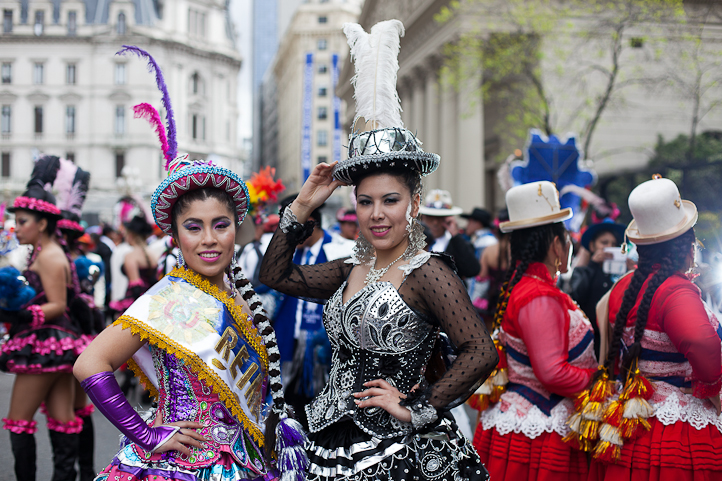
Fotos del desfile por la Integración Cultural de la comunidad boliviana realizado en la plaza de Mayo, Buenos Aires.

### Dimensión de la colectividad boliviana
Entre todos los grupos de inmigrantes en el país, la colectividad boliviana cuenta con un total de 345.272 habitantes, en partes iguales para varones y mujeres, lo que representa el 19,1% del total de extranjeros allí, solo por debajo de la paraguaya (30,1% del total) y aventajando por más de 150.000 a la que se encuentra en el tercer puesto, la chilena (10,6%), de acuerdo a las cifras del censo nacional de 2010.
A pesar de esto, se considera que los datos oficiales han infravalorado ampliamente la magnitud de la comunidad boliviana residiendo en el país. En esa línea, tanto la Asociación Folklórica Artística y Cultural San Martin (AFAC) del barrio Charrúa como la Federación de Asociaciones Civiles Bolivianas (Facbol), ambas organizaciones pertenecientes a la colectividad, estiman que en el país austral habitan entre dos y tres millones de bolivianos hacia el año 2018.
Las estadísticas indican que la población boliviana residente en Argentina ha crecido de manera sostenida y constante a lo largo del tiempo, siendo una evolución ininterrumpida desde al menos, 1980, cuando en aquel año se registraron un total de 118.141 bolivianos en el país. Para 2010, esa cifra había trepado a 345.272 habitantes, teniendo en ese periodo de tiempo un incremento del 192,25%. En comparación, un flujo con números equiparables a la boliviana en 1980, como era la uruguaya, en dicho año tenía 114.108, pero su aluvión se estancó y para 2010 eran 116.592 (solo 2,18% de crecimiento).
Las cifras de la migración boliviana son aún más impactantes si se tiene en cuenta que (junto con la paraguaya) ya se posiciona entre las cuatro corrientes migratorias más grandes de toda la historia argentina, habiendo logrado superar en cantidad a los franceses, quienes entre 1857 y 1940 llegaron a contabilizar unos 239.000 habitantes; en ese lapso, solo los italianos (2.970.000 inmigrantes) y españoles (2.080.000) pudieron registrar mayores números.

### Influencia de la comunidad
Los motivos de la migración se deben mayormente a la abundancia económica que se puede encontrar en Argentina, a las favorables oportunidades laborales que tienen los extranjeros en el país vecino, y la buena calidad de la educación y la salud, servicios cuyo uso es universalmente gratuito y sin costos. Además de esto, muchos ciudadanos bolivianos se benefician con la doble nacionalidad que se permite en ambos lados de la frontera. La suma de estos factores convierten a la Argentina en el destino más popular para los emigrantes bolivianos, con un 52,98%, seguido por España, con un 18,53%.
Miles de inmigrantes bolivianos se han integrado a la vida cotidiana argentina, aportando en áreas tan diversas como la construcción, la educación, la salud, el deporte y la música. Además, los elementos de la gastronomía de Bolivia se han vuelto populares en algunas zonas en las que la comunidad es grande.

### Distribución geográfica

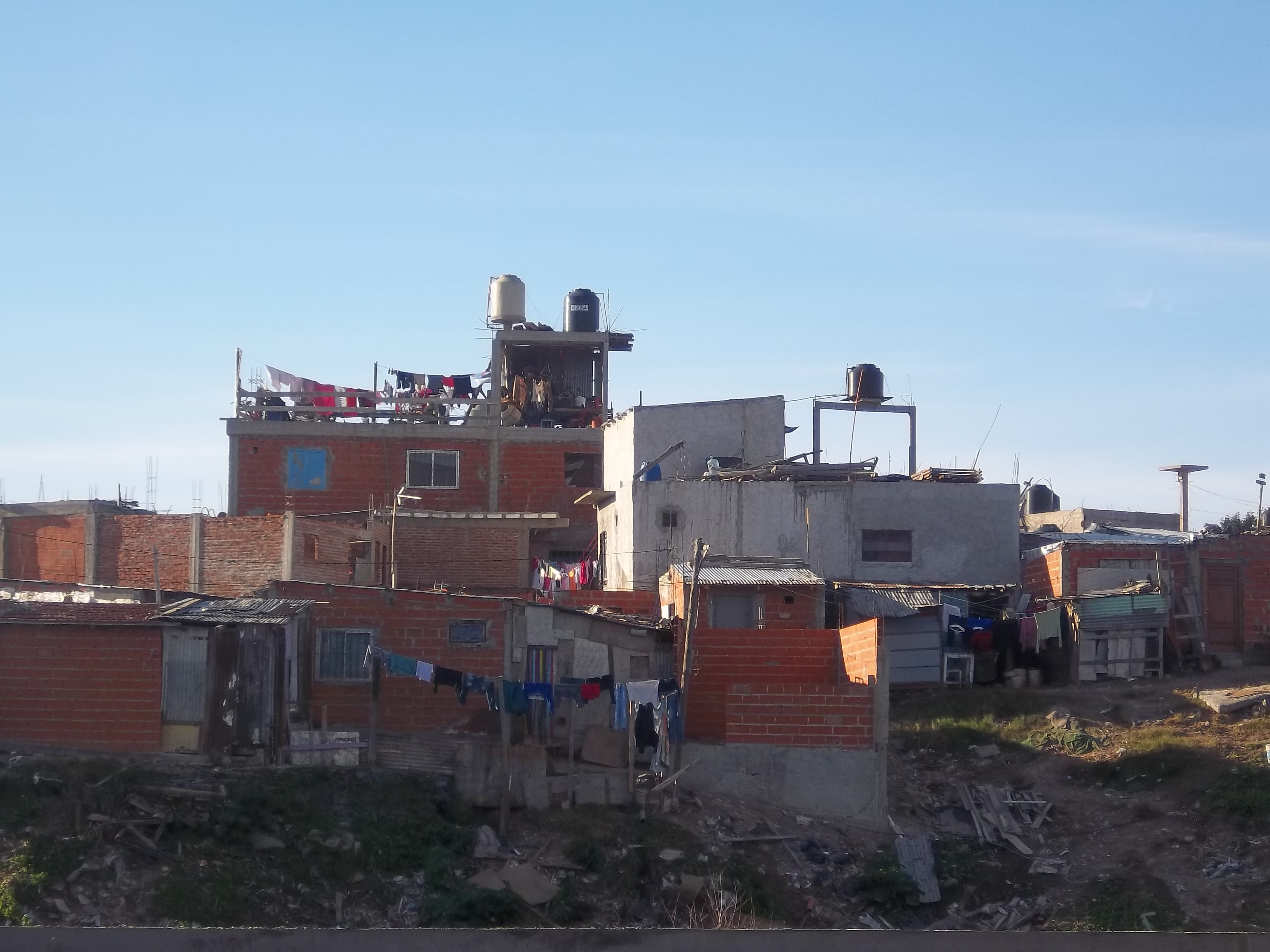
La Villa 21-24 en Nueva Pompeya.

La mayoría de los bolivianos viven en el Gran Buenos Aires, principalmente en los partidos de La Matanza, Lomas de Zamora, Morón, Tres de Febrero y Escobar. Dentro de la ciudad de Buenos Aires, residen principalmente en los barrios porteños de Flores, Parque Avellaneda, Villa Soldati, Villa Lugano, Liniers y Nueva Pompeya. También hay asentamientos muy importantes en las provincias de Salta y Jujuy. Además, en las provincias de Mendoza, Río Negro y Neuquén, se estima que hay un total de 50.000 bolivianos.

## Resultados censales

### Bolivianos en Argentina según los censos argentinos
| Población histórica de los bolivianos que viven en Argentina | Población histórica de los bolivianos que viven en Argentina | Población histórica de los bolivianos que viven en Argentina | Población histórica de los bolivianos que viven en Argentina | Población histórica de los bolivianos que viven en Argentina |
| N.º                                                          | Año                                                          | Bolivianos en Argentina                                      | Crecimiento Intercensal                                      | Censo de Población                                           |
| ------------------------------------------------------------ | ------------------------------------------------------------ | ------------------------------------------------------------ | ------------------------------------------------------------ | ------------------------------------------------------------ |
| SIGLO XIX                                                    |                                                              |                                                              |                                                              |                                                              |
| 1.º                                                          | 1869                                                         | 6 194 bolivianos                                             | Sin cambios                                                  | Censo argentino de 1869                                      |
| 2.º                                                          | 1895                                                         | 7 361 bolivianos                                             | + 18,8 %                                                     | Censo argentino de 1895                                      |
| SIGLO XX                                                     |                                                              |                                                              |                                                              |                                                              |
| 3.º                                                          | 1914                                                         | 18 256 bolivianos                                            | + 148 %                                                      | Censo argentino de 1914                                      |
| 4.º                                                          | 1947                                                         | 47 774 bolivianos                                            | + 161 %                                                      | Censo argentino de 1947                                      |
| 5.º                                                          | 1960                                                         | 89 155 bolivianos                                            | + 86,6 %                                                     | Censo argentino de 1960                                      |
| 6.º                                                          | 1970                                                         | 92 300 bolivianos                                            | + 3,53 %                                                     | Censo argentino de 1970                                      |
| 7.º                                                          | 1980                                                         | 118 141 bolivianos                                           | + 27,9 %                                                     | Censo argentino de 1980                                      |
| 8.º                                                          | 1991                                                         | 145 670 bolivianos                                           | + 23,3 %                                                     | Censo argentino de 1991                                      |
| SIGLO XXI                                                    |                                                              |                                                              |                                                              |                                                              |
| 9.º                                                          | 2001                                                         | 233 464 bolivianos                                           | + 60,2 %                                                     | Censo argentino de 2001                                      |
| 10.º                                                         | 2010                                                         | 345 272 bolivianos                                           | + 47,8 %                                                     | Censo argentino de 2010                                      |
| 11.º                                                         | 2022                                                         | 338 299 bolivianos                                           | - 2,02 %                                                     | Censo argentino de 2022                                      |

| Bolivianos viviendo en Argentina según los censos argentinos de población y vivienda |
| ------------------------------------------------------------------------------------ |
|                                                                                      |
| Fuente : Instituto Nacional de Estadística y Censos (INDEC) de Argentina             |
| Gráfica elaborada por : Wikipedia                                                    |

## Distribución territorial

Porcentaje de bolivianos en Argentina por provincia, según el censo de 2022.

El censo argentino de 2022 registró 338.299 personas nacidas en Bolivia. La siguiente tabla muestra la distribución en las 23 provincias y la ciudad autónoma de Buenos Aires según los datos del censo:

Bolivianos residiendo en el Gran Buenos Aires, según el censo de 2022.

| Rango | Provincia                | Nacidos en Bolivia | Porcentaje |
| ----- | ------------------------ | ------------------ | ---------- |
| 1     | Buenos Aires (Provincia) | 161.935            | 42,49%     |
| 2     | Ciudad de Buenos Aires   | 60.108             | 26,23%     |
| 3     | Mendoza                  | 24.371             | 6,20%      |
| 4     | Jujuy                    | 23.373             | 5,98%      |
| 5     | Salta                    | 20.271             | 5,33%      |
| 6     | Córdoba                  | 12.428             | 3,50%      |
| 7     | Chubut                   | 6.978              | 1,97%      |
| 8     | Río Negro                | 4.110              | 1,39%      |
| 9     | Neuquén                  | 4.093              | 1,26%      |
| 10    | Santa Cruz               | 3.910              | 1,05%      |
| 11    | Santa Fe                 | 3.269              | 0,88%      |
| 12    | Tucumán                  | 2.736              | 0,87%      |
| 13    | La Rioja                 | 2.372              | 0,63%      |
| 14    | Tierra del Fuego         | 1.889              | 0,55%      |
| 15    | Corrientes               | 1.420              | 0,44%      |
| 16    | San Luis                 | 1.211              | 0,31%      |
| 17    | San Juan                 | 1.146              | 0,29%      |
| 18    | Entre Ríos               | 800                | 0,22%      |
| 19    | La Pampa                 | 483                | 0,16%      |
| 20    | Catamarca                | 458                | 0,10%      |
| 21    | Santiago del Estero      | 345                | 0,04%      |
| 22    | Misiones                 | 254                | 0,04%      |
| 23    | Formosa                  | 179                | 0,04%      |
| 24    | Chaco                    | 160                | 0,04%      |
| TOTAL | Argentina                | 338.299            | 100 %      |

## Flujos migratorios
| 1999        | 4.268   |
| 2000 - 2003 | 16.219  |
| 2004 - 2007 | 178.820 |
| 2008 - 2011 | 204.212 |
| 2012 - 2015 | 248.608 |
| 2016 - 2019 | 160.099 |
| 2020 - 2023 | 95.544  |
| Total       | 907.770 |

Fuente: Instituto Nacional de Estadísticas y Censos (INDEC) y Dirección Nacional de Migraciones (DNM).

## Sexo y grupos de edad
Según el censo argentino de 2010, del total de 345.272 personas nacidas en Bolivia y viviendo en Argentina, 171.493 son hombres y 173.779 mujeres. Del total de hombres, 50.662 tienen entre 0 y 14 años, 451.693 entre 15 y 64, y 75.299 son mayores de 65 años de edad. Del total de mujeres, 50.610 tienen entre 0 y 14 años, 524.200 entre 15 y 64, y 92.590 son mayores de 65 años de edad.

## Grupos

### Aimaras

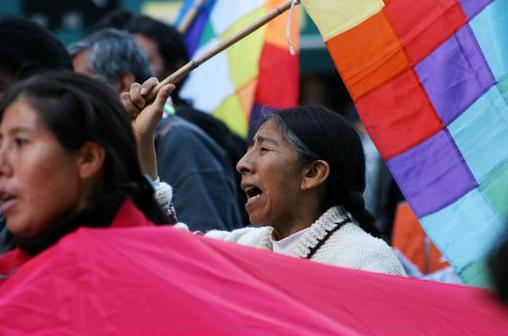
Protesta de aimaras en Buenos Aires. En la fotografía se observan dos mujeres, una de ellas portando una wiphala, símbolo aimara y desde 2008, uno de los símbolos oficiales del Estado boliviano.

La inmigración de aimaras, habitantes del actual altiplano boliviano, región llamada Alto Perú durante la época colonial española, fue de importancia en la población inicial del actual territorio argentino. La primera civilización agroalfarera, Tafí (200 a. C.) se ha atribuido a una migración de personas procedentes del altiplano boliviano.
Durante la colonia, las relaciones entre la estructura minera establecida alrededor del cerro Potosí y el norte del actual territorio argentino, productor de tejidos y animales de carga, mantuvo una constante migración en ambos sentidos entre ambas regiones. A su vez, la Universidad de Chuquisaca, fue un importante factor de atracción para población rioplatense.
El levantamiento de Túpac Katari, en 1781, y su cruenta represión, produjo una importante migración de revolucionarios altoperuanos por razones políticas hacia Buenos Aires.

## Cultura
Desde el año 2011, en Buenos Aires se organiza cada mes de octubre un desfile conocido como «La integración cultural latinoamericana». Se trata de la festividad cultural más importante de la comunidad boliviana en Argentina, en la que se rinde homenaje a la Virgen de Copacabana. La misma fomenta y afianza las relaciones históricas, sociales y culturales entre ambos países.

## Racismo y discriminación
Muchos inmigrantes bolivianos en Argentina (quizá por su origen amerindio o mestizo) han sufrido de discriminación y violencia racista o han sido víctimas de esclavitud sexual y trabajo esclavo en talleres textiles.
La palabra boliguayo, resultado de la unión de «boliviano» y «paraguayo», es un término despectivo aparecido en la década de 1990-2000 y en plena expansión en la primera década del siglo XXI. Su carácter peyorativo proviene precisamente de la indiferencia del hablante por la identidad del migrante, como sucede también con el término «indio». Asimismo, se utiliza el gentilicio «bolita» para referirse, con connotación xenófoba, a un nativo de Bolivia en lugar de utilizar la denominación apropiada de «boliviano».

## Participación en elecciones
Los bolivianos residentes en Argentina también realizan el ejercicio de su derecho a voto en territorio argentino, participando en diferentes elecciones presidenciales.

### Elecciones presidenciales de 2009
|  | 92,13 % |

|  | 3,19 % |

|  | 1,63 % |

|  | 1,42 % |

|  | 1,01 % |

|  | 0,24 % |

|  | 0,23 % |

|  | 0,16 % |

|  | 96,19 % |

|  | 2,83 % |

|  | 0,98 % |

|  | 100 % |

|  | 73,93 % |

|  | 26,07 % |

### Elecciones presidenciales de 2014
|  | 92,25 % |

|  | 3,28 % |

|  | 2,06 % |

|  | 1,78 % |

|  | 0,63 % |

|  | 95,35 % |

|  | 3,65 % |

|  | 1,00 % |

|  | 100 % |

|  | 60,24 % |

|  | 39,76 % |

### Elecciones presidenciales de 2019
|  | 82,60 % |

|  | 8,61 % |

|  | 5,42 % |

|  | 0,80 % |

|  | 0,70 % |

|  | 0,66 % |

|  | 0,58 % |

|  | 0,33 % |

|  | 0,29 % |

|  | 96,19 % |

|  | 2,83 % |

|  | 0,98 % |

|  | 100 % |

|  | 62,85 % |

|  | 37,15 % |

### Elecciones presidenciales de 2020
|  | 88,14 % |

|  | 6,57 % |

|  | 2,15 % |

|  | 1,68 % |

|  | 1,46 % |

|  | 95,56 % |

|  | 3,68 % |

|  | 0,76 % |

|  | 100 % |

|  | 62,04 % |

|  | 37,96 % |

### Elecciones presidenciales de 2025
|  | 29,49 % |

|  | 27,65 % |

|  | 13,13 % |

|  | 9,11 % |

|  | 9,11 % |

|  | 5,16 % |

|  | 4,63 % |

|  | 1,72 % |

|  | 54,45 % |

|  | 42,06 % |

|  | 3,50 % |

|  | 100 % |

|  | 38,73 % |

|  | 61,27 % |